# Pionus fuscus
Il pappagallo fosco (Pionus fuscus Müller, 1776) è un uccello della famiglia degli Psittacidi. È sicuramente il Pionus più difficile da trovare in cattività, nonostante sia ben diffuso nel suo areale che si estende dalla Guyana al Venezuela alla Colombia al nord del Brasile. Si presenta con colore base marroncino violaceo, testa sfumata in azzurro, petto e parti ventrali in rosa. Remiganti e timoniere sono blu, sottocoda rosso, sottoala viola, groppone nero. Ha un evidente anello perioftalmico bianco, iride bruna, becco nerastro segnato di giallo alla base, zampe grigie. Ha taglia attorno ai 26 cm. Abita ambienti diversi, dalle foreste primarie fino ai 1800 metri di quota, alle foreste a galleria, a quelle costiere e alle savane. Nidifica in alberi alti e secchi, a partire da aprile, abbastanza in alto (10-12 metri) e le nidiate sono normalmente di 2-4 piccoli.